# Jan Muller
Jan Muller (ur. 15 października 1921 w Rotterdamie, zm. 5 października 1983) – palinolog holenderski.

## Dane biograficzne
Urodził się 15 października 1921 w Rotterdamie. Pracował w instytucie agronomicznym (RIVRO) w Wageningen, a następnie w firmie Shell, stosując metody palinologiczne do poszukiwań ropy naftowej. Od 1967 pracował w zielniku w Lejdzie. W uznaniu wartości jego prac Uniwersytet Amsterdamski nadał mu w 1979 tytuł doktora honoris causa. Zmarł po krótkiej chorobie 5 października 1983.

## Osiągnięcia naukowe
Być może najbardziej znaną pracą naukową Mullera jest przeglądowe zestawienie kopalnego pyłku okrytozalążkowych. Do chwili obecnej (2023) jest to najbardziej autorytatywne źródło w odniesieniu do zasięgów stratygraficznych pyłku okrytonasiennych.

## Upamiętnienie
Na jego cześć nazwano gatunek Paravuripollis mulleri Rao & Ramanujam (palma znana z neogeńskiego pyłku).